# Amphithéâtre
Pour les articles homonymes, voir Amphithéâtre (homonymie).

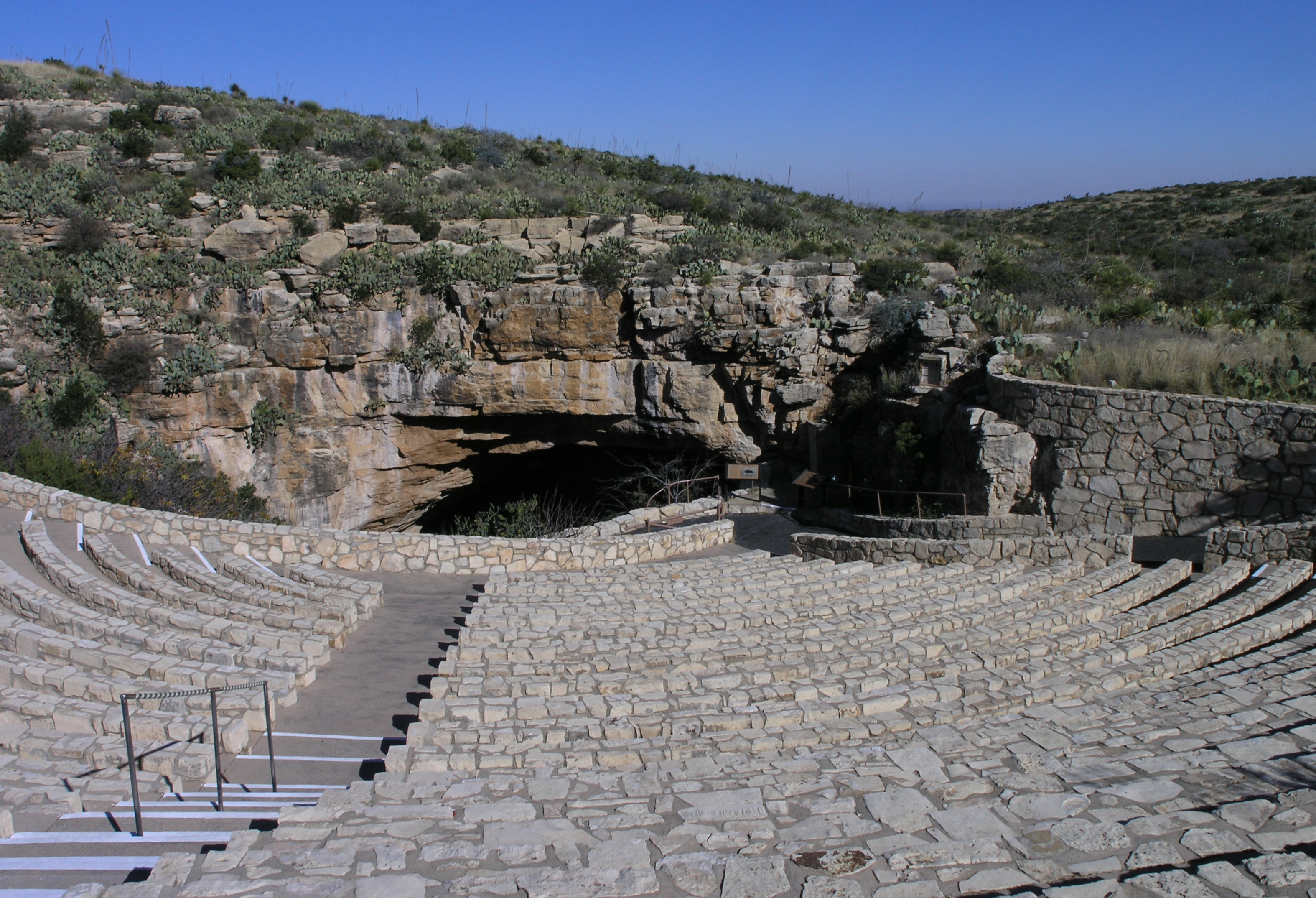
Le Bat Flight Amphitheater, un amphithéâtre moderne destiné à l'observation des chauves-souris au Nouveau-Mexique.

Un amphithéâtre est une construction présentant des gradins disposés en arcs étagés destinés à accueillir un public. Ce type d'édifice se rencontre notamment durant la Rome antique, qui voit l'édification d'amphithéâtres romains et gallos-romains utilisés principalement pour le spectacle vivant. Au Moyen Âge, des structures similaires désormais de plus en plus souvent couvertes d'un toit inamovible accueillent des anatomies publiques, les théâtres anatomiques. Un glissement vers un usage éducatif s'opère qui voit l'érection d'amphithéâtres universitaires. Cependant, le terme continue de désigner aussi, aujourd'hui des enceintes destinées au spectacle sportif, par exemple certaines arénas en hockey sur glace.